# Banámichi
Banámichi – niewielka miejscowość w północno-wschodniej części meksykańskiego stanu Sonora, siedziba władz gminy Banámichi. Miejscowość jest położona w głębokiej dolinie na wysokości 675 m n.p.m., około 200 km do granicy z amerykańskim stanem Arizona. Banámichi leży około 165 km na północny wschód od stolicy stanu Hermosillo, nad rzeką Sonora. W 2010 roku ludność miasteczka liczyła 1 114 mieszkańców. Miasteczko założył w 1639 roku hiszpański Jezuita, misjonarz Bartolomé Castaños S.J.